# Schizonycha aschantica
Schizonycha aschantica är en skalbaggsart som beskrevs av Brenske 1898. Schizonycha aschantica ingår i släktet Schizonycha och familjen Melolonthidae. Inga underarter finns listade i Catalogue of Life.